# Gilberto Braga
Gilberto Tumscitz Braga (* 1. November 1945 in Rio de Janeiro; † 26. Oktober 2021 ebenda) war ein brasilianischer Drehbuchautor.

## Leben
Braga wurde 1945 im Stadtviertel Vila Isabel von Rio de Janeiro als Sohn von Diplomaten geboren. Zunächst strebte er unter dem Einfluss der Eltern in der Jugend eine diplomatische Karriere an; diese Idee wurde jedoch vor ihrer Realisierung verworfen. Er besuchte die Hochschule Pedro II und ging 1968 mittels Stipendium für ein paar Monate nach Paris, um dort zu studieren. Wenig später kehrte er nach Brasilien zurück und arbeitete dort als Lehrer für Französisch.
Neben seiner pädagogischen Tätigkeit schrieb er fünf Jahre lang als Film- und Theaterkritiker für die Zeitung O Globo. 1973 hatte er sein TV-Debüt als Autor. Er entwickelte in Zusammenarbeit mit Lauro Cesar Muniz die Telenovela Gold Race (1974). Gilberto hatte bereits gemeinsam mit Muniz in Schakal (1973) zusammengearbeitet und arbeitete auch wieder mit ihm in Ascent (1975). Gilberto Braga war der erste brasilianische Autor, der ausschließlich für das Fernsehen schrieb. Er war verantwortlich für einige Fernsehadaptionen von populären Romanen, aber der größte Erfolg war Die Sklavin Isaura, basierend auf dem gleichnamigen Roman von Bernardo Guimarães. Es war die erfolgreichste Vertriebs-Telenovela aller Zeiten und machte die Schauspielerin Lucélia Santos international bekannt. 2004 investierte der Sender Rede Globo erfolgreich in eine zweite Adaption des Romans mit Bianca Rinaldi in der Titel-Rolle.
Gilberto Braga war offen homosexuell und mit dem brasilianischen Dekorateur Edgar Moura verheiratet.